# 藤田久一
藤田 久一（ふじた ひさかず、1937年（昭和12年）8月23日 - 2012年（平成24年）11月7日）は、日本の法学者。専門は国際法。学位は、法学博士（京都大学・論文博士・1985年3月）（学位論文「国際人道法」）。東京大学教授・神戸大学教授を経て、関西大学名誉教授。万国国際法学会正会員。京都府京都市出身。

## 学説
国際人道法の大家であるが、核兵器規制や軍縮、戦争犯罪などに関する研究も多い。

## 経歴
略歴は以下の通り。

### 学歴
- 1961年3月 - 京都大学法学部卒業
- 1963年3月 - 京都大学大学院法学研究科修士課程修了
- 1966年9月 - 京都大学大学院法学研究科博士課程退学
- 1985年3月 - 法学博士（京都大学・論文博士）（学位論文「国際人道法」）

### 職歴
- 1966年10月 - 金沢大学法文学部助手
- 1967年04月 - 金沢大学法文学部助教授
- 1974年04月 - 関西大学法学部助教授
- 1977年04月 - 関西大学法学部教授
- 1991年04月 - 東京大学大学院法学政治学研究科教授
- 1998年
  - 3月 - 東京大学定年退官
  - 4月 - 神戸大学法学部教授
- 2000年04月 - 神戸大学大学院法学研究科教授
- 2001年
  - 3月 - 神戸大学定年退官
  - 4月 - 関西大学法学部教授
- 2004年04月 - 関西大学大学院法務研究科教授
- 2008年03月 - 関西大学名誉教授

### その他の役職
- 2003年 - 万国国際法学会準会員
- 2007年 - 万国国際法学会正会員

## 恩師
指導教官は田畑茂二郎。学部生時代は加藤新平（法哲学）のゼミナリステンであった。

## 著書

### 単著
- 『国際人道法』（世界思想社、1980年）
- 『軍縮の国際法』（日本評論社、1985年）
- 『International Regulation of the Use of Nuclear Weapons』（関西大学出版部、1988年）
- 『国際法講義I 国家・国際社会』（東京大学出版会、1992年）
- 『新版 国際人道法』（有信堂高文社、1993年）
- 『国際法講義II 人権・平和』（東京大学出版会、1994年）
- 『戦争犯罪とは何か』（岩波書店、1995年）
- 『国連法』（東京大学出版会、1998年）
- 『新版 国際人道法〔増補版〕』（有信堂高文社、2000年）
- 『新版 国際人道法〔再増補版〕』（有信堂高文社、2003年）
- 『国際法講義I 国家・国際社会〔第2版〕』（東京大学出版会、2010年）
- 『核に立ち向かう国際法』（法律文化社、2011年）

### 編書
- 『現代国際法入門』（法律文化社、1990年／改訂版、1996年）
- 『戦争と個人の権利―戦後補償を求める旧くて新しい道』（日本評論社、1999年）（鈴木五十三・永野貫太郎と共編）
- 『人権法と人道法の新世紀―竹本正幸先生追悼記念論文集』（東信堂、2001年）(松井芳郎・坂元茂樹共編）

### 訳書
- ジャン・モランジュ（フランス語版）『人権の誕生―フランス人権宣言を読む』（有信堂高文社、1990年）(藤田ジャクリーン共訳）
- ゲ・イ・トゥンキン（英語版）『国際システムにおける法と力』（法律文化社、1990年）(松井芳郎共訳）
- ニール・ボイスター・ロバート・クライヤー『東京裁判を再評価する』（日本評論社、2012年）(粟屋憲太郎・高取由紀共監訳）

## 記念論文集
- 『国際立法の最前線 藤田久一先生古稀記念』（有信堂高文社、2009年）